# Hiền Mai
Trần Hiền Mai, thường được biết đến với nghệ danh Hiền Mai (sinh ngày 22 tháng 12 năm 1967), là một nữ diễn viên kiêm người mẫu người Việt Nam. Cô nổi tiếng với vai cô giáo Mai trong bộ phim Tuổi thần tiên (1995).
Trước đó, Hiền Mai được mệnh danh là một trong bốn "Nữ hoàng ảnh lịch" thập niên 1990 bên cạnh Diễm Hương, Việt Trinh và Y Phụng.

## Tiểu sử
Hiền Mai sinh ra trong một gia đình nghèo mặc dù cha mẹ cô là nhà báo và nhà văn, cuộc sống giữa thời bao cấp không đủ để gia đình chi tiêu. Vì thế hồi nhỏ cô đã khá tự lập, khi đang học lớp 10 cô đã xin đi làm công nhân, bưng bê và phụ bàn. Vốn là người xinh đẹp nổi tiếng thế nhưng rất ít người biết hồi nhỏ Hiền Mai đã mơ ước trở thành giáo viên. Cô đã tốt nghiệp Trường Đại học Sư phạm Thành phố Hồ Chí Minh.
Công việc đầu tiên của Hiền Mai là giáo viên tiếng Nga, nhưng do tiếng Nga thời đó không được sử dụng nhiều nên cô đã chuyển hướng sang làm người mẫu ảnh. Vào thập niên 90 của thế kỷ trước, tên tuổi của Hiền Mai đã “phủ sóng” khắp đất nước Việt Nam trên các tấm lịch treo tường, băng rôn, bìa sổ lưu bút, pano... Vẻ đẹp trong sáng, thuần khiết của Hiền Mai được nhiều đạo diễn chú ý và mời đi đóng phim.
Hiền Mai bắt đầu nổi tiếng và được công chúng biết đến rộng rãi qua bộ phim Tuổi thần tiên. Vai diễn cô giáo Mai dịu dàng, nhân hậu đã tạo ấn tượng mạnh mẽ trong lòng người xem thời đó. Sau đó, cô tiếp tục được yêu thích với loạt vai trong series Cổ tích Việt Nam của Đài Truyền hình Thành phố Hồ Chí Minh từ năm 1997 đến năm 1999.
Từ đó cô trở thành diễn viên cho đến bây giờ. Cô thường đóng và được yêu thích với các vai chính diện, tuy nhiên cô cũng thỉnh thoảng đóng một số vai cá tính và phản diện.

## Cuộc sống cá nhân
- Quen nhau từ năm 1997 nhưng phải 5 năm sau Hiền Mai mới nhận lời kết hôn với ông xã Nguyễn Hoàng Minh. “Cảm mến anh ấy vì quãng thời gian gặp biến cố đã luôn ở bên động viên, chăm sóc tôi. Dù lúc ấy tôi đã có bạn trai nhưng anh vẫn nhiệt tình theo đuổi” - Hiền Mai chia sẻ.
- Hiền Mai có một người con trai tên Tony Nguyễn sinh năm 2004 với Hoàng Minh.[5]

## Sự cố
- Năm 1997, sau khi trở về từ cảnh quay cuối cùng của phim Ráng chiều, đoàn làm phim và Hiền Mai đã gặp tai nạn khiến cô bị gãy hai đốt cột sống, tổn thương vùng mặt nghiêm trọng khi bị kính xe đâm. Sự nghiệp của Hiền Mai đang vinh quang bỗng chốc cô phải làm lại từ đầu. Tuy nhiên, cô chia sẻ cô đã gặp may mắn và cùng với nghị lực phi thường, cô đã hồi phục lại sau đó đồng thời gây dựng lại tên tuổi của mình.[6]

## Phim đã tham gia
| Năm  | Phim tham gia                          | Vai diễn       |
| ---- | -------------------------------------- | -------------- |
| 1987 | Phim nhựa: Ngỡ Ngàng                   | Thủy           |
| 1995 | Cổ tích Việt Nam: Sự tích trái dưa hấu | Minh Nương     |
| 1995 | Tuổi thần tiên (Cô giáo Mai và Cu Tí)  | Cô giáo Mai    |
| 1996 | Chuyến tàu hoàng hôn xưa               | Ngọc           |
| 1996 | Cổ tích Việt Nam: Sự tích con khỉ      | Mặn            |
| 1997 | Ráng chiều                             | Cô út          |
| 1998 | Ngọn gió hồi sinh                      | Quyên          |
| 1998 | Cội nguồn                              | Phượng         |
| 1999 | Chuyện ở quê tôi                       | Trâm           |
| 1999 | Giao thời                              | Kiều Hạnh      |
| 2001 | Cánh buồm ảo ảnh                       | Thu            |
| 2002 | Cổ tích Việt Nam: Sự tích con muỗi     | Hoa (người vợ) |
| 2003 | Họ từng chung kẻ thù                   | Băng Tâm       |
| 2005 | Mầm sống                               | Bà Lan         |
| 2005 | Lối sống sai lầm                       |                |
| 2007 | Xin lỗi tình yêu                       | Bảo Ngọc       |
| 2009 | Dù gió có thổi                         | Thùy Dương     |
| 2011 | Bão                                    |                |
| 2012 | Bản chúc thư                           |                |
| 2012 | Vũ khúc trong đêm                      | Bà Nhược       |
| 2013 | Bản lĩnh công tử                       | Bà Trang       |
| 2013 | Đại náo học đường                      | Cô giáo Thảo   |
| 2016 | Hồn lụa                                | Bà Khuê        |
| 2016 | Ma nữ báo thù                          | Bà Tâm         |
| 2017 | Như khúc tình ca                       | Dạ Lan         |
| 2017 | Em của anh đừng của ai                 | Mẹ             |
| 2017 | Khu phố ùm bà lằng                     | Bà Vui         |
| 2019 | Ngốc ơi là ngốc                        | Bà Lài         |
| 2019 | Thả lưới bắt em                        | Bà Ngư         |